# Westeuropaliga 2014/2015 (Dressurreiten)
Die Westeuropaliga des FEI-Weltcups Dressurreiten 2014/2015 (Reem Acra FEI World Cup™ Dressage 2014–2015, Western European League) war die 30. Saison der west- und mitteleuropäischen Liga des FEI-Weltcups der Dressurreiter. Der Weltcup gilt im Bereich der Westeuropaliga als wichtigste Turnierserie in der Hallensaison.

## Ablauf der Turnierserie
Acht der neun Stationen der Westeuropaliga waren identisch zur Saison 2013/2014. Nach einem Jahr Pause wieder dabei war Lyon, wo im April 2014 das Weltcupfinale der Vorsaison stattfand. Alle Turniere, in deren Rahmen die Westeuropaliga stattfanden, sind als CDI ausgeschrieben. Sie wurden mit dem Zusatz -W (also CDI-W) gekennzeichnet, um sie als Weltcupturniere kenntlich zu machen.
Die Saison 2014/2015 der Turnierserie umfasste den Zeitraum vom 19. Oktober 2014 bis 14. März 2015. Es qualifizierten sich die besten neun Reiter der Westeuropaliga sowie eventuelle Zusatzteilnehmer („extra competitors“) für das Weltcupfinale 2015. Hauptsponsor der Westeuropaliga und des Weltcupfinals war zum fünften Mal die Modedesignerin Reem Acra.
Die Weltcup-Turniere bestanden jeweils aus zwei Dressurprüfungen: Zunächst mussten alle Reiter in einem Grand Prix de Dressage antreten. Hieraus qualifizierten sich die besten 15 Pferd-Reiter-Paare für die Grand Prix Kür. Diese war jeweils die Weltcup-Wertungsprüfung des Turniers.

## Medien
Die FEI übertrug die Weltcupprüfungen der Westeuropaliga kostenpflichtig über ihr Internet-Portal FEI TV. Teilweise wurden die Prüfungen im Gastgeberland im Fernsehen oder über einen Internet-Livestream übertragen.

## Die Prüfungen

### 1. Prüfung: Odense
Seit Jahren bildet des Weltcupturnier im dänischen Odense den Auftakt zur Westeuropaliga. Das über zwei Wochenende laufende Turnier fand vom 9. bis 19. Oktober 2014 statt. Die Weltcupkür wurde am Nachmittag des 19. Oktober ausgetragen.
Mit über vier Prozent Vorsprung siegten Edward Gal und Undercover deutlich. Drei Starterpaaren gelang in der Kür ein Ergebnis von über 80 Prozent. Die Prüfung war mit 40.000 Euro dotiert.
|   | Reiter               | Pferd           | Prozent  | Wertungs- punkte |
| - | -------------------- | --------------- | -------- | ---------------- |
| 1 | Edward Gal           | Undercover      | 88,625 % | 20               |
| 2 | Adelinde Cornelissen | Parzival        | 84,300 % | 17               |
| 3 | Isabell Werth        | Don Johnson FRH | 80,275 % | 15               |

(Plätze eins bis drei von insgesamt 15 Teilnehmern)

### 2. Prüfung: Lyon
Gut ein halbes Jahr nach dem Weltcupfinale in Lyon wurde mit der Equitá Lyon erneut ein Weltcupturnier in Lyon ausgetragen. Das Turnier fand im Jahr 2014 vom 29. Oktober bis 2. November in der Eurexpo statt.
Die Weltcupkür wurde am Freitag (31. Oktober) ab 19:15 Uhr durchgeführt. Die Entscheidung um den Sieg fiel hier denkbar knapp aus, Adelinde Cornelissen siegte mit nur 0,250 Prozent Vorsprung. Auch zwischen den fünf Richtern bestand anhand der Ergebnisse keine Einigkeit, ob der Ritt Cornelissens, die Kür der Zweitplatzierten Fabienne Lütkemeier oder gar der Ritt der Drittplatzierten Ulla Salzgeber der beste des Abends gewesen sei. Die Kürprüfung von Lyon war mit 40.000 € dotiert.
|   | Reiter               | Pferd          | Prozent  | Wertungs- punkte |
| - | -------------------- | -------------- | -------- | ---------------- |
| 1 | Adelinde Cornelissen | Parzival       | 80,300 % | 20               |
| 2 | Fabienne Lütkemeier  | D'Agostino FRH | 80,050 % | 17               |
| 3 | Ulla Salzgeber       | Herzruf's Erbe | 79,325 % | 15               |

(Plätze eins bis drei von insgesamt 15 Teilnehmern)

### 3. Prüfung: Stuttgart
Im Jahr 2014 wurde beim in der Hanns-Martin-Schleyer-Halle ausgetragenen Turnier Stuttgart German Masters zum dritten Mal eine Wertungsprüfung der Westeuropaliga der Dressurreiter durchgeführt. Das Stuttgarter Weltcupturnier fand 2014 vom 19. bis 23. November statt.
In der Stuttgarter Grand Prix Kür erreichten zwei Paare ein Ergebnis von über 80 Prozent, über 75 Prozent erreichten neun Starterpaare. Es siegte Fabienne Lütkemeier mit dem Fuchswallach D'Agostino FRH.
|   | Reiter                    | Pferd           | Prozent  | Wertungs- punkte |
| - | ------------------------- | --------------- | -------- | ---------------- |
| 1 | Fabienne Lütkemeier       | D'Agostino FRH  | 80,600 % | 20               |
| 2 | Jessica von Bredow-Werndl | Unee BB         | 80,375 % | 17               |
| 3 | Isabell Werth             | Don Johnson FRH | 79,500 % | 15               |

(Plätze eins bis drei von insgesamt 15 Teilnehmern)

### 4. Prüfung: Stockholm
Vom 28. bis 30. November 2014 fand das zweite skandinavische Weltcupturnier der Westeuropaliga statt. Die Sweden International Horse Show, die in der Friends Arena in der Provinz Stockholm ausgetragen wurde, bildete den Rahmen für die vierte Etappe der Westeuropaliga.
Vor heimischem Publikum siegte als einzige Reiterin mit über 80 Prozent Tinne Vilhelmson Silfvén mit Don Auriello. Drei weitere Paare erreichten ein Ergebnis von über 75 Prozent.
|   | Reiter                   | Pferd        | Prozent  | Wertungs- punkte |
| - | ------------------------ | ------------ | -------- | ---------------- |
| 1 | Tinne Vilhelmson Silfvén | Don Auriello | 80,875 % | 20               |
| 2 | Hans Peter Minderhoud    | Flirt        | 79,250 % | 17               |
| 3 | Minna Telde              | Santana      | 76,550 % | 15               |

(Plätze eins bis drei von insgesamt 15 Teilnehmern)

### 5. Prüfung: London
Kurz vor den Weihnachtstagen fand die Olympia London International Horse Show vom 16. bis 22. Dezember 2014 in London statt. Anders als bei den anderen Turnieren der Westeuropaliga wurde die Dressur-Weltcupprüfungen hier an den ersten beiden Turniertagen (16. und 17. Dezember) ausgetragen. Die Weltcupkür bildete den Abschluss des Turnierdienstags.
Erneut waren Charlotte Dujardin und Valegro das dominierende Paar der Weltcupprüfung. Mit einem Ergebnis von 94,300 % stellte Dujardin mit dieser Kür erneut einen neuen Weltrekord für die Grand Prix Kür auf. Ebenfalls mit einem sehr guten Ergebnis, jedoch im Verhältnis abgeschlagen, kamen Edward Gal und Undercover mit 83,550 % auf den zweiten Rang.
|   | Reiter                    | Pferd      | Prozent  | Wertungs- punkte |
| - | ------------------------- | ---------- | -------- | ---------------- |
| 1 | Charlotte Dujardin        | Valegro    | 94,300 % | —                |
| 2 | Edward Gal                | Undercover | 83,550 % | 20               |
| 3 | Jessica von Bredow-Werndl | Unee BB    | 80,725 % | 17               |

(Plätze eins bis drei von insgesamt 15 Teilnehmern)

### 6. Prüfung: Amsterdam
Die Saison der Westeuropaliga startete beim Hallenreitturnier von Amsterdam, genannt Jumping Amsterdam, in das Jahr 2015. Das Turnier fand vom 29. Januar bis 1. Februar 2015 statt, die Grand Prix Kür wurde am Nachmittag des 31. Januar durchgeführt.
Die Weltcupfinalsiegerin 2014, Charlotte Dujardin, nutzte Amsterdam für ihren zweiten Start in der Weltcupsaison und gewann erwartungsgemäß mit Valegro die Weltcupkür. Während Dujardin wie in London auf über 90 Prozent kam, erreichten zwei weitere Starterpaare über 80 Prozent in dieser Kürprüfung.
|   | Reiter                    | Pferd   | Prozent  | Wertungs- punkte |
| - | ------------------------- | ------- | -------- | ---------------- |
| 1 | Charlotte Dujardin        | Valegro | 93,900 % | —                |
| 2 | Danielle Heijkoop         | Siro    | 82,375 % | 20               |
| 3 | Jessica von Bredow-Werndl | Unee BB | 80,900 % | 17               |

(Plätze eins bis drei von insgesamt 15 Teilnehmern)

### 7. Prüfung: Neumünster
Die zweite deutsche Etappe der Westeuropaliga fand im Rahmen des VR Classics statt. Das in Neumünster ausgetragene Turnier fand vom 12. bis 15. Februar 2015 in den Holstenhallen statt.
Die Dressurweltcupprüfung wurde am Sonntagvormittag durchgeführt. Mit zwei Prozent Vorsprung siegte Ulla Salzgeber mit ihrem Fuchswallach Herzruf's Erbe. Fabienne Lütkemeier, die im Vortag noch den Grand Prix gewonnen hatte, kam mit D'Agostino FRH auf den zweiten Rang. Elf von 15 Starterpaaren kamen auf ein Ergebnis von über 75 Prozent.
|   | Reiter              | Pferd          | Prozent  | Wertungs- punkte |
| - | ------------------- | -------------- | -------- | ---------------- |
| 1 | Ulla Salzgeber      | Herzruf's Erbe | 82,775 % | 20               |
| 2 | Fabienne Lütkemeier | D'Agostino FRH | 80,775 % | 17               |
| 3 | Isabell Werth       | El Santo NRW   | 79,850 % | 15               |

(Plätze eins bis drei von insgesamt 15 Teilnehmern)

### 8. Prüfung: Göteborg
Die achte Wertungsprüfung der Westeuropaliga wurde im Rahmen der Göteborg Horse Show durchgeführt. Das Weltcupturnier von Göteborg fand vom 25. Februar bis zum 1. März 2015 im Scandinavium statt.
Während die Plätze vier bis elf in der Weltcupkür an schwedische und dänische Reiter gingen, kamen deutsche und niederländische Reiter auf die ersten drei Plätze. Als einziges Starterpaar mit über 80 Prozent siegten, wie bereits ein Jahr zuvor, Jessica von Bredow-Werndl und ihr dunkelbrauner Hengst Unee BB.
|   | Reiter                    | Pferd        | Prozent  | Wertungs- punkte |
| - | ------------------------- | ------------ | -------- | ---------------- |
| 1 | Jessica von Bredow-Werndl | Unee BB      | 81,650 % | 20               |
| 2 | Isabell Werth             | El Santo NRW | 79,900 % | 17               |
| 3 | Edward Gal                | Voice        | 78,100 % | 15               |

(Plätze eins bis drei von insgesamt 11 Teilnehmern)

### 9. Prüfung: ’s-Hertogenbosch
Den Abschluss der Westeuropaliga bildete in der Saison 2014/2015 erneut das Turnier Indoor Brabant im niederländischen ’s-Hertogenbosch. Ausgetragen wurde das Turnier vom 12. bis 15. März 2015.
In der am Samstagnachmittag ausgetragenen Weltcupkür ging der Sieg mit 84,925 Prozent an Edward Gal und Undercover. Mit diesem Sieg sicherte sich Gal zugleich den Spitzenplatz in der Gesamtwertung der Westeuropaliga. Zwei weiteren Starterpaaren gelang in dieser Kür ein Ergebnis von 80 Prozent.
|   | Reiter                | Pferd           | Prozent  | Wertungs- punkte |
| - | --------------------- | --------------- | -------- | ---------------- |
| 1 | Edward Gal            | Undercover      | 84,925 % | 20               |
| 2 | Isabell Werth         | Don Johnson FRH | 81,650 % | 17               |
| 3 | Hans Peter Minderhoud | Flirt           | 80,425 % | 15               |

(Plätze eins bis drei von insgesamt 15 Teilnehmern)

## Gesamtwertung
Anhand der Gesamtwertung wurde ermittelt, welche neun Reiter aus den Staaten im Bereich der Westeuropaliga sich für das Finale qualifizieren. Zudem hätten sich weitere Reiter aus anderen Staaten über die Westeuropaliga für das Weltcupfinale qualifizieren können, soweit sie in der Mittel- / Westeuropaliga wohnhaft sind.
Die Reiter konnten zudem in der Zentraleuropaliga und in der Nordamerikaliga des Dressur-Weltcups Punkte sammeln (siehe „weitere“ in der nachfolgenden Tabelle). Charlotte Dujardin ist als Weltcupsiegerin der Vorsaison für das Finale vorqualifiziert, konnte daher in dieser Saison keine Wertungspunkte sammeln.
|    | Reiter                    | Odense | Lyon | Stuttgart | Stockholm | London | Amsterdam | Neumünster | Göteborg | ’s-Hertogen- bosch | weitere | Wertungs- punkte |
| -- | ------------------------- | ------ | ---- | --------- | --------- | ------ | --------- | ---------- | -------- | ------------------ | ------- | ---------------- |
| 1  | Edward Gal                | 20     | —    | —         | —         | 20     | —         | —          | 15       | 20                 | —       | 75               |
| 2  | Jessica von Bredow-Werndl | —      | —    | 17        | —         | (17)   | 17        | —          | 20       | —                  | 20      | 74               |
| 3  | Fabienne Lütkemeier       | (7)    | 17   | 20        | 10        | —      | —         | 17         | —        | (7)                | —       | 64               |
| 3  | Isabell Werth             | (15)   | —    | 15        | —         | —      | (10)      | 15         | 17       | 17                 | —       | 64               |
| 5  | Danielle Heijkoop         | —      | 13   | 12        | —         | 15     | 20        | —          | —        | —                  | —       | 60               |
| 6  | Hans Peter Minderhoud     | (12)   | (8)  | —         | 17        | —      | 13        | 13         | —        | 15                 | —       | 58               |
| 7  | Agnete Kirk Thinggaard    | (11)   | 11   | —         | —         | 11     | 12        | —          | —        | —                  | 15      | 49               |
| 8  | Ulla Salzgeber            | 13     | 15   | —         | —         | —      | —         | 20         | —        | —                  | —       | 48               |
| 9  | Sönke Rothenberger        | (10)   | —    | 11        | 13        | 12     | 11        | —          | —        | (6)                | —       | 47               |
| 10 | Morgan Barbançon Mestre   | (5)    | (7)  | —         | —         | 9      | —         | 10         | —        | 12                 | 11      | 42               |
| 11 | Paulinda Friberg          | (6)    | —    | —         | 9         | —      | —         | 9          | 12       | 9                  | —       | 39               |
| 12 | Adelinde Cornelissen      | 17     | 20   | —         | —         | —      | —         | —          | —        | —                  | —       | 37               |
| 12 | Marcela Krinke Susmelj    | —      | 6    | 9         | —         | —      | —         | —          | —        | 5                  | 17      | 37               |
| 12 | Tinne Vilhelmson Silfvén  | —      | —    | —         | 20        | —      | —         | —          | —        | —                  | 17      | 37               |
| 15 | Malin Hamilton            | —      | —    | —         | (2)       | —      | —         | 5          | 9        | —                  | 22      | 36               |
| 15 | Patrick Kittel            | —      | 12   | —         | 11        | —      | —         | —          | 13       | —                  | —       | 36               |
| 15 | Terhi Stegars             | —      | —    | 10        | —         | 7      | 8         | 11         | —        | (4)                | —       | 36               |

Plätze eins bis 15

## Weltcupfinale
Erstmals seit 2009 fand das Weltcupfinale der Dressurreiter wieder in Las Vegas statt. Das Finalturnier, bei dem zugleich das Weltcupfinale der Springreiter ausgetragen wurde, wurde vom 15. bis 19. April 2015 ausgetragen.